# Never Run Away
Never Run Away – dziewiąty album studyjny Don Carlosa, jamajskiego wykonawcy muzyki roots reggae.
Płyta została wydana w roku 1984 przez niewielką wytwórnię Kingdom Records. Nagrania zarejestrowane zostały w studiach Harry J oraz Channel One w Kingston. Ich produkcją zajęli się Roy Cousins i Terry King. Don Carlosowi akompaniowali muzycy sesyjni z zespołu The Roots Radics Band. W roku 2006 nakładem Tamoki Wambesi Records ukazała się reedycja albumu na CD, zawierająca także kilka dodatkowych utworów.

## Lista utworów

### Strona A
1. "Every Time I See You"
2. "It Was Love"
3. "Go Find Yourself A Fool"
4. "Angel Face Woman"
5. "Come Over"

### Strona B
1. "Them Say"
2. "Ghetto Living"
3. "Never Run Away"
4. "Judgement Day"
5. "Right Now"

## Muzycy
- Dwight "Brother Dee" Pinkney - gitara
- Noel "Sowell" Bailey - gitara rytmiczna
- Larry "Professor" Silvera - gitara basowa
- Errol "Flabba" Holt - gitara basowa
- Lincoln "Style" Scott - perkusja
- Noel "Skully" Simms - perkusja
- Leroy "Horsemouth" Wallace - perkusja
- Wycliffe "Steely" Johnson - fortepian
- David Madden - trąbka
- Ronald "Nambo" Robinson - puzon
- Felix "Deadly Headley" Bennett - saksofon
- Alric "Goldielocks" Lansfield - chórki